# Sant Joan del Pla
Sant Joan del Pla o Sant Joan de l'Erm de la Palma és una capella romànica del segle xi, possiblement d'origen preromànic, documentada el 1313 i que està situada al poble de la Palma de Cervelló a la comarca del Baix Llobregat.

## Història
El lloc de la Palma de Cervelló és documentat el 964. La capella és esmentada com Sant Joan i Sant Feliu de la Plana el 1270, any en què el rector de Sant Esteve de Cervelló n'era procurador. El 1347 a la capella de Sant Joan de l'Erm hi havia un altar dedicat a la Mare de Déu. A partir del segle xiv la capella apareix sovint esmentada en les visites pastorals. Consta situada al lloc de la Plana Sant Joan, prop de Can Llopart, mas que posteriorment es diria Can Mascaró i que al segle xviii va adquirir de les monges la finca de la Palma. Actualment es troba abandonada i sense culte.

## Arquitectura
La capella és d'una nau, coberta amb volta de canó, i un absis semicircular amb arcuacions i lesenes. Vora l'absis, al mur nord, hi ha una absidiola practicada en el gruix del mur de factura posterior a l'edifici. Al davant mateix, al mur sud, hi havia una altra absidiola igual però fou enderrocada. L'absis és decorat per un fris d'arcuacions cegues agrupades de quatre en quatre entre lesenes. L'aparell és de carreus petits.
A migdia s'obre la porta originària del conjunt; és de mig punt i extradossada per una filada de dovelles primes; ran seu hi ha un esvoranc. A ponent s'obre una altra porta que és de construcció moderna. Conserva encara, si bé envaïda per la vegetació, la coberta de lloses de llicorella.